# Léon van Bon

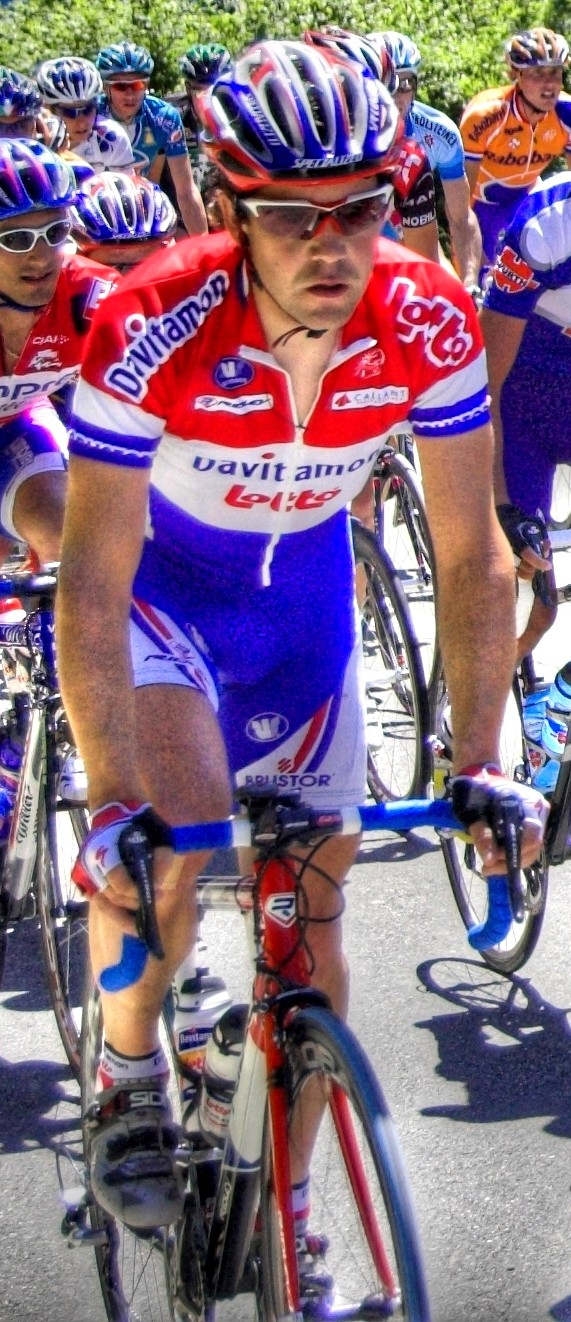
Leon van Bon a la Volta a Suïssa 2006

Léon Hendrik Jan van Bon (Asperen, Gelderland, 28 de gener de 1972) és un ciclista neerlandès, que fou professional entre el 1994 i el 2012.
Com a ciclista amateur va guanyar la medalla de plata als Jocs Olímpics de Barcelona en la prova de puntuació.
Com a professional els seus majors èxits són la victòria a la HEW Cyclassics de 1998, la general de la Volta als Països Baixos de 2001, dues etapes al Tour de França i una a la Volta a Espanya. El 1997 guanyà la medalla de bronze al Campionat del món en ruta.

## Palmarès
- 1990
  - 1r als Tres dies d'Axel
- 1992
  - 1r al Gran Premi de Waregem
  - Vencedor d'una etapa de l'Olimpia's Tour
- 1993
  - Vencedor de 2 etapes del Tour de l'Avenir
- 1994
  - 1r al Tour de la Haute-Sambre
- 1995
  - Vencedor d'una etapa del Tour DuPont
- 1996
  - 1r a la Viena-Rabenstein-Gresten-Viena
  - Vencedor d'una etapa de la Tirrena-Adriàtica
  - Vencedor d'una etapa del Tour DuPont
- 1997
  - 1r al Circuit de les Ardenes flamenques - Ichtegem
  - Vencedor d'una etapa de la Volta a Espanya
- 1998
  - 1r a la HEW Cyclassics
  - 1r a la Challenge de Mallorca
  - Vencedor d'una etapa del Tour de França
- 1999
  - Vencedor d'una etapa del Prudential Tour
- 2000
  -  Campió dels Països Baixos en ruta
  - 1r a la Delta Profronde
  - Vencedor d'una etapa del Tour de França
- 2001
  - 1r a la Volta als Països Baixos
  - 1r a la Commerce Bank Lancaster Classic
- 2002
  - Vencedor d'una etapa de la Volta a Suïssa
- 2003
  - 1r a la Veenendaal-Veenendaal
  - Vencedor d'una etapa de la Volta a Alemanya
- 2004
  - Vencedor d'una etapa de la París-Niça
  - Vencedor d'una etapa de la Volta als Països Baixos
- 2005
  -  Campió dels Països Baixos en ruta
- 2007
  - 1r a la Nokere Koerse
- 2008
  - Vencedor d'una etapa del Tour de Kumano
  - Vencedor d'una etapa del Tour de Tailàndia
- 2009
  - Vencedor d'una etapa del Tour de Corea
  - 1r als Sis dies d'Apeldoorn (amb Robert Bartko i Pim Ligthart)
- 2011
  - 1r als Sis dies de Rotterdam (amb Danny Stam)

### Resultats al Tour de França
- 1994. Abandona (12a etapa)
- 1995. Abandona (12a etapa)
- 1996. Abandona (7a etapa)
- 1997. Abandona (6a etapa)
- 1998. 63è de la classificació general. Vencedor d'una etapa
- 1999. Abandona (10a etapa)
- 2000. Abandona (15a etapa). Vencedor d'una etapa
- 2002. 129è de la classificació general
- 2003. 132è de la classificació general
- 2005. Abandona (8a etapa)

### Resultats al Giro d'Itàlia
- 2007. Abandona (6a etapa)

### Resultats a la Volta a Espanya
- 2005. 97è de la classificació general